# Kusanagi
Kusanagi-no-Tsurugi (草薙の剣 Sabia ce taie iarbă?) este o sabie japoneză legendară și una dintre cele trei regalii imperiale (atribute ale puterii împăratului) din Japonia. Aceasta a fost inițial numită Ame-no-Murakumo-Tsurugi (天叢雲剣 Sabia norilor ce se adună în cer?), dar numele sabiei a fost schimbată ulterior la mai populara Kusanagi-no-Tsurugi („tăierea ierbii”).
Existența sabiei nu este confirmată și locul de păstrare nu este cunoscut.

## Legenda
Istoria sabiei Kusanagi-no-Tsurugi se extinde în legendă. Potrivit cronicii Kojiki, zeul Susanoo a întâlnit o familie îndurerată numită kunitsukami (国津神 zeii pământului?), condusă de Ashinazuchi (足名椎?) în provincia Izumo (出雲国 Izumo-no-kuni?). Când Susanoo l-a întrebat pe Ashinazuchi, Ashinazuchi i-a povestit că familia sa a fost devastată de temutul Yamata-nu-Orochi, un șarpe de opt capete, care a înghițit șapte din cele opt fiice ale familiei sale și că monstrul va veni după ultima sa fiică, Kushinada-hime (奇稲田姫?). Susanoo a studiat monstrul, și după o încercare nereușită a revenit cu un plan pentru a o învinge. În schimb, el a cerut-o pe Kushinada-hime în căsătorie, care a fost de acord. Transformându-o temporar într-un pieptene, pentru a o avea drept companie în timpul luptei, el a detaliat planul său în etape.
A cerut să i se pregătească opt cuve de sake (bautură alcoolică din orez) care să fie puse pe platforme individuale poziționate în spatele unui gard cu opt porți. Monstrul a mușcat momeala și a pus unul dintre capetele sale prin fiecare poartă. Cu această distragere de atenție, Susanoo a atacat și a ucis fiara cu sabia (Worochi-no-Ara-masa). El a tăiat fiecare cap și apoi a procedat la cozi. La a patra coadă, el a descoperit o sabie mare în interiorul șarpelui pe care el a numit-o Ame-no-Murakumo-Tsurugi, pe care a prezentat-o zeiței Amaterasu drept compensare pentru o dispută veche.
Dar după un timp, sabia a fost renumită: Kusanagi-no-Tsurugi.